# Miss Polonia 2011
Miss Polonia 2011 – 36. edycja konkursu piękności Miss Polonia. Gala finałowa odbyła się 9 grudnia 2011 w Centrum Folklorystycznym „Matecznik - Mazowsze"” w Karolinie k. Warszawy.
Miss Polonią została Marcelina Zawadzka z Malborka.

## Rezultaty
| Tytuł             | Laureatka                                                                                 |
| ----------------- | ----------------------------------------------------------------------------------------- |
| Miss Polonia 2011 | Marcelina Zawadzka                                                                        |
| I Wicemiss        | Anna Krupa                                                                                |
| II Wicemiss       | Marcela Chmielowska                                                                       |
| Top 8             | Dominika Kubacka Magdalena Myczewska Benita Poniatowska Justyna Rajczyk Agnieszka Śleziak |
| Top 12            | Marcelina Firszt Katarzyna Grynfelder Beata Stelmaszczyk Sylwia Toczyńska                 |

### Nagrody specjalne
| Tytuł            | Laureatka          |
| ---------------- | ------------------ |
| Miss Internautów | Beata Stelmaszczyk |

## Finalistki
| Nr | Kandydatka            | Wiek | Wzrost | Województwo             | Miejscowość             |
| -- | --------------------- | ---- | ------ | ----------------------- | ----------------------- |
| 1  | Marcelina Firszt      | 22   | 170 cm | Podkarpackie            | Dębica                  |
| 2  | Benita Poniatowska    | 19   | 172 cm | Podlaskie               | Białystok               |
| 3  | Justyna Rajczyk       | 19   | 173 cm | Lubuskie                | Nowa Sól                |
| 4  | Anna Szczygielska     | 22   | 174 cm | Mazowieckie             | Warszawa                |
| 5  | Sylwia Toczyńska      | 20   | 174 cm | Lubelskie               | Janów Podlaski          |
| 6  | Dominika Kubacka      | 19   | 174 cm | Świętokrzyskie          | Kostomłoty              |
| 7  | Katarzyna Grynfelder  | 21   | 174 cm | Zachodniopomorskie      | Szczecin                |
| 8  | Agata Jachimowicz     | 19   | 174 cm | Miss Polonia Litwy 2011 | Miss Polonia Litwy 2011 |
| 9  | Justyna Grochala      | 20   | 175 cm | Dolnośląskie            | Wrocław                 |
| 10 | Marcela Chmielowska   | 20   | 175 cm | Małopolskie             | Nowy Sącz               |
| 11 | Mariola Rysik         | 20   | 175 cm | Warmińsko-mazurskie     | Lidzbark Warmiński      |
| 12 | Aleksandra Cielemęcka | 20   | 174 cm | Mazowieckie             | Siedlce                 |
| 13 | Magdalena Myczewska   | 19   | 176 cm | Opolskie                | Głubczyce               |
| 14 | Beata Stelmaszczyk    | 24   | 176 cm | Łódzkie                 | Łódź                    |
| 15 | Anna Wojtkiewicz      | 24   | 178 cm | Wielkopolskie           | Poznań                  |
| 16 | Marcelina Zawadzka    | 22   | 180 cm | Pomorskie               | Malbork                 |
| 17 | Anna Krupa            | 23   | 181 cm | Kujawsko-pomorskie      | Świecie                 |
| 18 | Agnieszka Śleziak     | 18   | 183 cm | Śląskie                 | Cisiec                  |

## Jurorzy
- Rozalia Mancewicz – Miss Polonia 2010,
- Elżbieta Wierzbicka – prezes Biura Miss Polonia,
- Kacper Kuszewski – aktor,
- Adam Woronowicz – aktor,
- Radosław Pazura – aktor.